# ブランズウィック襲撃
ブランズウィック襲撃（ブランズウィックしゅうげき、英語: Raid on Brunswick）はジェンキンスの耳の戦争末期の1748年9月4日から9月6日にかけて行われた戦闘。ノースカロライナ植民地のブランズウィック・タウンがスペイン王国の私掠船に攻撃されたが、私掠船の1隻は後に追い払われるときに破壊された。この戦闘はジェンキンスの耳の戦争における最後の戦闘であり、イギリスの勝利に終わった。

## 背景
1739年に勃発したジェンキンスの耳の戦争は最初は西インド諸島とアメリカ大陸で戦われたが、後にオーストリア継承戦争に拡大し、大西洋の両側で戦われた。スペイン政府はノースカロライナ植民地、サウスカロライナ植民地、ジョージア植民地のイギリス領港町への襲撃と略奪を認め、この時期はスパニッシュ・アラームとして知られるようになった。グレートブリテン王国はこれらの植民地に正規軍を駐留させていなかったため、各植民地に民兵隊を組織させてスペインからの攻撃に対抗した。
ブランズウィック・タウンの港は当時のノースカロライナで最も繁華な港口であり、貨物をヨーロッパとイギリス領西インド諸島に輸送していた。フィア岬はスペイン攻撃の標的として最適であった。また、1748年4月にアーヘンの和約が締結されたにもかかわらずその報せはアメリカ植民地の一部には届いていなかった。

## 襲撃
1748年9月4日、スペイン船ラ・フォルトゥーナ（La Fortuna）とラ・ロレッタ（La Loretta）がブランズウィック・タウン沖に錨を下ろした。町人たちは近隣の森に逃亡し、スペイン人たちは上陸した後抵抗に遭わずに町を襲撃して奴隷をさらい、金目のものを略奪した。
翌日、大尉のウィリアム・ドライ3世（William Dry III）はマスケット銃とピストルで武装した約67人の民兵呼び集めて町を奪回しようとした。ドライはウィリアム・モア（William Moore）、シェンク・モア（Schenk Moore）、エドワード・ウィンゲート（Edward Wingate）、コーネリアス・ハーネット・ジュニア（Cornelius Harnett Jr.）、ウィリアム・ロード（William Lord）らの助けを借りて、9月6日に反撃を開始した。またジョージ・ロナルズ（George Ronalds）が奴隷を1人提供した。スペイン人たちは不意を突かれ、銃撃戦ののち敗退して町から逃げた。スペイン人のうち10人が戦死、30人が捕虜にされた。撤退と砲撃の応酬の最中、ラ・フォルトゥーナが突如爆発し、船上のスペイン人のほとんどが死亡した。ラ・ロレッタの乗員たちはいずれ同じ運命をたどると考えて、離脱への許可を条件として降伏した。
イギリス人たちはラ・フォルトゥーナを乗っ取り、それを座礁させた。その夜、ジョン・スワン（John Swan）少佐が増援130人を率いてウィルミントンから駆け付けたが、ブランズウィック・タウンの守備軍にスペイン軍と勘違いされないよう、町の外で夜明けを待った。一方、スペイン人たちは闇夜に乗じて抜錨、海へと逃げ、捕虜交換も終わらせずにさっさとブランズウィック・タウンから離れた。
反撃の最中に町人数人が負傷し、守備軍のうち1人が戦死した。ロナルズから提供された奴隷は小さな砲の爆発が原因で死亡した。

## その後
スペイン人が全員ブランズウィック・タウンから追い出されたとき、ラ・フォルトゥーナの残骸はまだ川の中に残されていた。ドライは海員を雇ってそれを探し出せ、大砲、錨、町から盗んだ品物を回収した。捕虜交換に間に合わなかったスペイン人は余生を奴隷として過ごした。ブランズウィック・タウンの住民がこのように報復したおかげで、スペイン人はウィルミントンを攻撃しようともしなかった。そして、スペイン船からの略奪品によりブランズウィック・タウンはイギリス領北アメリカでも有数の裕福な町に成長した。
ブランズウィック・タウンはラ・フォルトゥーナからの奴隷と貨物を売り払い、その収入でブランズウィック・タウンのセント・フィリップ教会とウィルミントンのセント・ジェームズ監督教会を建てた。スペイン人船長ロペスの船長室からエッケ・ホモという表題の絵画が略奪されたが、ノースカロライナ議会は1751年に完成したセント・ジェームズ監督教会にこの絵画を贈った。この絵画はセント・ジェームズ監督教会に現存する。